# Ізмайлово (Ульяновська область)
Ізмайлово (рос. Измайлово) — робітниче селище в Бариському районі Ульяновської області Російської Федерації.
Населення становить 2021 особу. Входить до складу муніципального утворення Ізмайловське міське поселення.

## Історія
Від 2004 року входить до складу муніципального утворення Ізмайловське міське поселення.

## Населення
| 1959  | 1970  | 1979  | 1989  | 2002  | 2009  | 2010  |
| ----- | ----- | ----- | ----- | ----- | ----- | ----- |
| 4623  | ↗4961 | ↘4290 | ↘3943 | ↘3102 | ↘2704 | ↘2494 |
| 2012  | 2013  | 2014  | 2015  | 2016  | 2017  | 2018  |
| ↘2399 | ↘2383 | ↘2335 | ↘2282 | ↘2228 | ↘2170 | ↘2105 |
| 2019  | 2020  | 2021  |       |       |       |       |
| ↘2015 | ↘1959 | ↗2021 |       |       |       |       |